# George de Roerich
Pour les articles homonymes, voir Roerich.

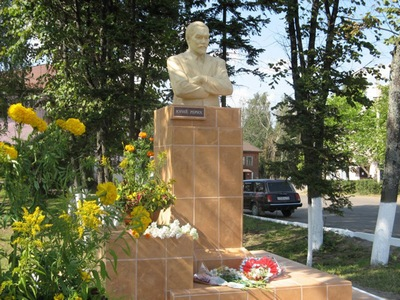
Monument à George de Roerich à Okkoulovka.

George de Roerich (en russe : Юрий Николаевич Рерих ; Yuri Nikolayevich Rerikh), né le 16 août 1902 à Okoulovka, gouvernement de Novgorod et décédé le 21 mai 1960, à Moscou, en URSS, est un tibétologue russe. Il a notamment traduit avec Gendün Chöphel les Annales bleues en 11 volumes.

## Biographie
Fils de Nicolas Roerich, Iouri Nikolaïevitch Roerich est né le 16 août 1902 dans le village d'Okoulovka, gouvernement de Novgorod. De 1914 à 1917, il étudie à Saint-Pétersbourg, dans le gymnase privé de Karl Johann May. De 1917 à 1919, il vit avec ses parents en Finlande.
En 1919-1920, il étudie dans le département indo-iranien de l'université de Londres. Il se fait transférer à l'université Harvard (États-Unis), dont il obtient en 1922 un baccalauréat en philologie indienne. A Cambridge, il fut membre du Cercle d'études d'Agni Yoga centré sur les pratiques ésotériques et engagé dans des pratiques occultes utilisant notamment la méthode de la table tournante. Plus tard, les archives du cercle seront utilisées dans la préparation de l'édition de l'Agni Yoga, en particulier ses volumes L'Appel et L'Illumination.
En 1922-1923, il travaille à l'université de Paris dans les départements d'Asie centrale, d'Inde et de Mongolie-Tibétain, étudie dans les départements militaire, juridique et économique, suit un cours de chinois et de persan. A obtenu une maîtrise en philologie indienne.
De 1924 à 1925, il mène des travaux de recherche en Inde, au Sikkim et au Cachemire, étudie la langue tibétaine et le sanskrit.
En 1925-1928, il participe à l'expédition d'Asie centrale de ses parents, Nicolas et Éléna Roerich (Ladakh, Xinjiang, Mongolie, Chine et Tibet). Malgré ses jeunes années, George de Roerich était responsable de la sécurité de l'expédition et de son excellente connaissance du tibétain, du mongol et de l'hindi (on pense qu'au total George de Roerich parlait plus de 30 langues européennes et asiatiques et dialectes) lui ont permis de communiquer facilement avec la population locale. À la suite de l'expédition, les œuvres suivantes sont apparues: Peinture tibétaine (1925), Possessions des Arhats (1929), Phonétique tibétaine moderne (1928), Style animal parmi les anciens nomades (1930), Catalogue de la collection tibétaine (1930), Voyage en Asie secrète (1931), Sur les chemins de l'Asie centrale (1933).
De 1930 à 1942, il est directeur de l'Institut de recherche himalayen Urusvati, fondé par son père, à Naggar (Inde) et en même temps rédacteur en chef du magazine Urusvati.
En 1931-1932, il mena des recherches scientifiques au Tibet occidental et, en 1934-1935, avec l'expédition de Nicolas Roerich, il part pour le Japon, la Mandchourie, la Mongolie intérieure et la Chine.
En 1941, lors du déclenchement de la grande guerre patriotique, il télégraphie à l'ambassadeur soviétique à Londres pour lui demander de l'enrôler comme volontaire dans l'Armée rouge.
Depuis 1949, il dirige le Séminaire indo-tibétain et se charge des cours de chinois et de tibétain à Kalimpong (Himalaya oriental). Il fut membre de la Royal Asiatic Society de Londres et de la Société asiatique de Calcutta.
En 1957, il retourne en URSS.
Depuis le 19 septembre 1957, il travaille à l'Institut d'études orientales de l'académie des sciences de Russie en tant que chercheur principal dans le secteur de l'histoire et de la philosophie au département de l'Inde et du Pakistan. Le 17 mars 1958, le conseil académique de l'Institut d'études orientales lui décerne le titre de docteur en philologie sans soutenance de thèse, sur la base de la totalité des ouvrages publiés (24 voix pour, une contre). En 1958, il est inclus dans le conseil académique de l'Institut et sa section philologique, ainsi que le conseil académique de l'Institut de sinologie de l'Académie des sciences de l'URSS. Le 5 novembre 1958, il est nommé chef du département de philosophie et d'histoire des religions.  
Grâce aux efforts de George de Roerich, la publication de la série Bibliotheca Buddhica, une collection en plusieurs volumes de textes bouddhistes traduits et originaux, fondée en 1897 par Sergueï Oldenbourg à l'Académie des sciences de Saint-Pétersbourg, interrompue pendant les années de répression, reprend en URSS. En particulier, en 1960, il fut l'éditeur de la traduction russe du Dhammapada (Aphorismes de Bouddha), le texte le plus important du bouddhisme méridional (Vladimir Toporov l'a traduit de la langue pali). Depuis 1960, dans la série renouvelée, avec le Dhammapada, Milindapañha (Questions du roi Ménandre, 1989) et un certain nombre d'autres textes importants du theravāda et du mahāyāna sont imprimés.
Décédé d'une crise cardiaque le 21 mai 1960 à Moscou, George de Roerich est enterré au cimetière de Novodievitchi.
En 1983-1993, est publié le Dictionnaire tibétain-russe-anglais de George de Roerich avec des parallèles sanskrits (numéros 1-11), très apprécié des spécialistes.